# زابور
زابور (به لهستانی:  Zabór) یک روستا در لهستان است که در گمینا زابور واقع شده‌است. زابور ۹۵۰ نفر جمعیت دارد.